# VfL Bochum
Verein für Leibesübungen Bochum 1848 Fußballgemeinschaft sau simplu Bochum este un club de fotbal din Bochum, Renania de Nord-Westfalia, Germania care evoluează în 2. Bundesliga.

## Istoric
VfL Bochum este una dintre cele mai vechi organizații sportive din lume, data de origine fiind 26 iulie 1848, conform unui articol din Märkischer Sprecher - un ziar local - care menționează crearea unui club de gimnastică. Turnverein zu Bochum a fost înființat oficial pe 18 februarie 1849. Clubul a fost însă interzis la 28 decembrie 1852 din motive politice, apoi a reapărut la 19 iunie 1860. Clubul a fost redenumit în mai 1904 ca Turnverein zu Bochum 1848, iar secția de fotbal a apărut la 31 ianuarie 1911. La 1 aprilie 1919, clubul a fuzionat cu Spiel und Sport 08 Bochum pentru a forma Turn-und Sportverein Bochum 1848. La 1 februarie 1924, cele două cluburi rezultate din fuziunea anterioară s-au împărțit în două departamente: Bochumer Turnverein 1848 (gimnastică) și Turn-und Sportverein Bochum 1908 (fotbal, atletism, handbal, hochei și tenis).
Bochumer Turnverein 1848 a fost forțat de regimul nazist să fuzioneze cu Turn-und Sport Bochum 1908 și Sportverein Germania Vorwärts Bochum 1906 pentru a crea actualul club VfL Bochum pe 14 aprilie 1938. După fuziune, VfL Bochum continuă să joace în prima divizie Gauliga Westfalen.
Pe măsură ce Al Doilea Război Mondial a progresat, sportul în Germania a devenit din ce în ce mai dificil de practicat din cauza penuriei de jucători, a problemelor de călătorie și a deteriorării terenurilor de fotbal din cauza bombardamentelor aliate. VfL a devenit parte a Kriegsspielgemeinschaft VfL 1848/Preußen Bochum, alături de Preußen 07 Bochum, înainte de a reapărea ca o parte separată după război. Au fost repartizați în aceeași divizie cu Schalke 04, care era echipa dominantă la acea vreme. Cel mai bun rezultat al VfL a fost un loc al doilea, în 1938-39, la mare distanță de Schalke.
După Al Doilea Război Mondial, secția de fotbal a fost reînființată ca club independent „VfL Bochum 1848” și a jucat în primul sezon în Divizia a Doua, (2.Oberliga West) în 1949, în timp ce Preußen Bochum a trecut la nivelul inferior de amatori. VfL a câștigat titlul de campioană în 1953 și a ajuns în Oberliga West unde a evoluat un singur sezon. A câștigat în 1956 și a revenit în Prima Divizie dar a retrogradat după sezonul 1960-61.
Odată cu crearea Bundesliga, noua ligă profesionistă germană, VfL s-a trezit în 1963 în divizia a treia a Amateurliga Westfalen. O clasare pe primul loc în 1965 le-a permis să avanseze în Regionalliga West (II), de unde au promovat în Bundesliga în 1971. În aceeași perioadă, Bochum a ajuns în finala DFB-Pokal în sezonul 1967-68, pierzând cu 4-1 în fața echipei 1. FC Köln.
Bochum devine una dintre prezențele constante în Bundesliga, unde petrece 20 de sezoane. Echipa ajunge din nou în finala DFB-Pokal în 1988, pierzând cu 0-1 în fața lui Eintracht Frankfurt. Locul 16 în sezonul 1992-93 înseamnă o retrogradare, iar echipa devine un clasic „club yo-yo”, plimbându-se între Bundesliga și 2. Bundesliga. Cele mai bune rezultate ale clubului în Bundesliga sunt relativ recente, locul cinci în 1996-97 și 2003-04, și calificarea în Cupa UEFA. În 1997 au ajuns în turul al treilea, unde au fost eliminați de Ajax Amsterdam, dar în 2004 au părăsit competiția foarte devreme din cauza regulii golurilor în deplasare (0-0 și 1-1) împotriva lui Standard Liege.
În 2010, Bochum retrogradează în 2.Bundesliga unde petrece 11 sezoane. Revine în primul eșalon în 2021.

## Jucători importanți
| Germania - Hans-Joachim "Jochen" Abel - Holger Aden - Dieter Bast - Frank Benatelli - Mirko Dickhaut - Thomas Ernst - Frank Fahrenhorst - Harry Fechner - Hermann Gerland - Dirk Helmig - Michael Hubner - Mathias Jack - Josef Kaczor - Hans-Jürgen Köper - Peter Közle - Martin Kree - Stefan Kuntz - Michael Lameck | - Uwe Leifeld - Kai Michalke - Josef Nehl - Walter Oswald - Peter Peschel - Thomas Reis - Dirk Riechmann - Hilko Ristau - Michael Rzehaczek - Christian Schreier - Frank Schulz - Thomas Stickroth - Franz-Josef Tenhagen - Hans Walitza - Uwe Wegmann - Andreas Wessels - Lothar Woelk - Ralf Zumdick | Islanda - Thordur Gudjonsson Olanda - Rob Reekers Polonia - Tomasz Wałdoch |